# Transistor à effet de champ à grille métal-oxyde

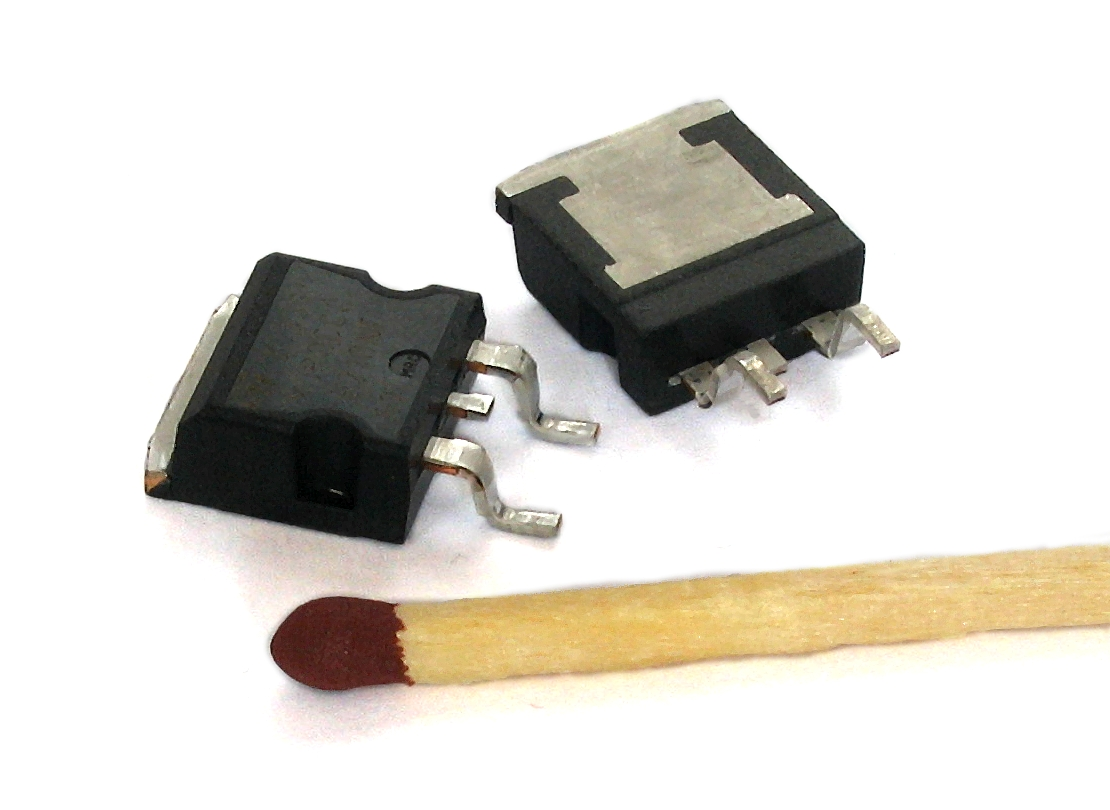
Photographie représentant deux MOSFET et une allumette.

Un transistor à effet de champ à grille isolée plus couramment nommé MOSFET (acronyme anglais de metal-oxide-semiconductor field-effect transistor — qui se traduit par transistor à effet de champ à structure métal-oxyde-semiconducteur), est un type de transistor à effet de champ. Comme tous les transistors, le MOSFET module le courant qui le traverse à l'aide d'un signal appliqué sur son électrode nommée grille. Il trouve ses applications dans les circuits intégrés numériques, en particulier avec la technologie CMOS, ainsi que dans l'électronique de puissance.
Ces transistors se divisent en deux catégories :
- les MOSFET à enrichissement. Ils sont les plus utilisés du fait de leur non conduction en l'absence de polarisation de grille ({\displaystyle V_{GS}=0}), de leur forte capacité d'intégration ainsi que pour leur fabrication plus aisée.
- les MOSFET à appauvrissement. Ceux-ci se caractérisent par un canal conducteur en l'absence de polarisation de grille ({\displaystyle V_{GS}=0}).

De plus, le transistor est caractérisé par la charge de ses porteurs majoritaires qui détermine s'il est de type P ou N. Les symboles du MOSFET permettent de différencier son type et sa catégorie. Les lettres sur les trois électrodes correspondent à gate ou grille, drain et source.

## Historique
Le MOSFET a été conçu de façon théorique en 1920 par Julius Edgar Lilienfeld qui le breveta comme étant un composant servant à contrôler le courant. Cependant, la technologie nécessaire à sa construction ne fut pas disponible avant 1950. En effet, les caractéristiques du MOSFET requièrent des techniques de fabrication non disponibles à cette époque. L'avènement des circuits intégrés permit sa réalisation. Ainsi, Mohamed M. Atalla et Dawon Kahng des laboratoires Bell construisirent le premier MOSFET en 1960 qui fera son apparition dans les circuits intégrés en 1963. Peu après, l'élaboration de la technologie CMOS assura le futur commercial et technologique du MOSFET en électronique intégrée.
Le Laboratoire d'électronique et de technologie de l'information de Grenoble explore en 2016 une technologie à base de nanofils en silicium et silicium-germanium composant des transistors MOSFET et devant permettre à terme d'atteindre des niveaux de miniaturisation de l'ordre de 15 nanomètres voire  de 5 nm, remettant en cause la loi de Moore qui prévoit que la miniaturisation doit se confronter réellement aux effets quantiques aux alentours de 20 nanomètres. Cette miniaturisation accompagne l’augmentation des performances des circuits intégrés et réduit considérablement la puissance dissipée.

## Principe de fonctionnement
Contrairement au transistor bipolaire, le transistor MOSFET fait appel à un seul type de porteurs de charge, il est donc unipolaire. Le fonctionnement repose sur l'effet du champ électrique appliqué sur la structure métal-oxyde-semiconducteur c'est-à-dire l'électrode de grille, l'isolant (dioxyde de silicium) et la couche semi-conductrice, aussi appelée  substrat. Généralement en micro-électronique la couche métallique est remplacée par du silicium polycristallin.
Lorsque la différence de potentiel entre la grille et le substrat est nulle, il ne se passe rien. Lorsque cette différence augmente, les charges libres dans le semi-conducteur sont repoussées de la jonction oxyde-semiconducteur, créant tout d'abord une zone dite de « déplétion », puis une zone « d'inversion ». Cette zone d'inversion est donc une zone où le type de porteurs de charges est opposé à celui du reste du substrat, créant ainsi un « canal » de conduction.

### Fonctionnement du MOSFET à canal N

Vue en coupe d'un MOSFET à canal N.

L’exemple suivant prend en considération le cas d’un canal N, qui est le plus fréquent ; le canal P a un fonctionnement identique en inversant les polarisations.
Le transistor est généralement constitué d'un substrat de type P, faiblement dopé, dans lequel on diffuse par épitaxie deux zones N+ qui deviendront la source et le drain. Le silicium au-dessus du canal est oxydé (dioxyde de silicium - SiO2) puis métallisé pour réaliser la grille, ce qui constitue une capacité entre la grille et le substrat.
En général, la source et le substrat sont reliés à la masse. Le drain est porté à un potentiel supérieur de ceux de la source et du substrat, ce qui crée un champ électrique entre la source, le substrat et le drain. 
Au repos, deux cas sont possibles :
- soit la capacité grille/substrat est flottante à vide : il n'y a quasiment pas de porteurs pour conduire un éventuel courant, les deux jonctions source-substrat et substrat-drain sont polarisées en inverse ; c'est le cas d'un MOSFET à enrichissement ;
- soit la capacité grille/substrat est en inversion, ce qui signifie que des électrons du substrat sont attirés au voisinage de l'oxyde. Ceux-ci constituent un afflux de porteurs minoritaires qui vont être disponibles pour conduire le courant entre la source et le drain. Le transistor est  conducteur, le MOSFET est dit à appauvrissement.

Dans les deux cas, le courant source-drain est modulé par la tension de grille. Pour le transistor à enrichissement, il faut appliquer une tension positive à la grille pour amener la capacité grille-substrat en inversion : le transistor conduit à partir d'un certain seuil. Pour le transistor à appauvrissement (déplétion), le canal conduit lorsque la grille est à la masse, il faut donc l'amener à une tension négative pour faire cesser la conduction.
Lorsque le transistor conduit, une augmentation de la polarisation entre le drain et la source augmente le courant (non linéairement). À partir d'une tension de drain supérieure à la tension de grille moins la tension de seuil, le champ électrostatique entre le substrat et la grille s'inverse localement au voisinage du drain. Les électrons disparaissent à cet endroit, le courant sature. Toute augmentation de la tension de drain au-delà de la tension de saturation conduit à une disparition encore plus importante des électrons, et à une faible augmentation (voire nulle) du courant. 
À tension source-drain constante, le courant de saturation varie comme le carré de la tension grille-substrat.

#### Modes de fonctionnement

Modes de fonctionnement d'un MOSFET à canal N.

Caractéristiques Courant-Tension d'un MOSFET à canal N.

##### Tension de seuil
La tension de seuil est définie comme étant la tension {\displaystyle V_{GS}} entre la grille et la source pour laquelle la zone d'inversion apparait, c'est-à-dire la création du canal de conduction entre le drain et la source. Cette tension se note {\displaystyle V_{TH}} (ou {\displaystyle V_{GS(th)}}), TH étant l'abréviation de threshold en anglais (seuil).
Lorsque la tension grille-source {\displaystyle V_{GS}} est inférieure à la tension de seuil {\displaystyle V_{TH}}, on dit que le transistor est bloqué, il ne conduit pas. Dans le cas contraire, on dit qu'il est passant, il conduit le courant entre le drain et la source.

##### Zone linéaire
{\displaystyle I_{DS}={\beta }\left(V_{GS}-V_{TH}-{\frac {1}{2}}V_{DS}\right)V_{DS}}
{\displaystyle {\beta }={\frac {W}{L}}{\mu }C_{ox}}
W  : largeur du canal

L : longueur du canal

{\displaystyle \mu } : mobilité des porteurs de charge (mobilité des électrons dans le cas d'un MOSFET à canal N)

{\displaystyle C_{ox}} : capacité d'oxyde de grille

##### Point de pincement
{\displaystyle I_{DS_{SAT}}={\frac {1}{2}}{\beta }\left(V_{GS}-V_{TH}\right)^{2}}

##### Zone saturée
{\displaystyle I_{DS}=I_{DS_{SAT}}{\frac {L}{L-{\lambda }}}}
{\displaystyle \lambda ={\lambda }_{0}{\text{ln}}\left(1+{\frac {V_{DS}-V_{DS_{SAT}}}{V_{DS_{SAT}}}}\right)}
{\displaystyle {\lambda }_{0}={\sqrt {{\frac {{\epsilon }_{si}}{{\epsilon }_{ox}}}x_{j}T_{ox}}}}
{\displaystyle {\epsilon }_{si}} : permittivité du silicium 

{\displaystyle {\epsilon }_{ox}} : permittivité de l'oxyde de grille

{\displaystyle x_{j}} : profondeur de jonction

{\displaystyle T_{ox}} : épaisseur de l'oxyde de grille

#### Analogie
Une analogie très utile pour comprendre facilement le fonctionnement d'un FET, sans utiliser des concepts d'électrostatique, est de le comparer à un robinet d'eau. La grille est la commande analogue au pas de vis du robinet qui contrôle le débit d'eau (courant). Après un quart de tour, il se peut que seul un faible filet d'eau coule. Puis, le courant augmente rapidement avec une faible rotation. Enfin, malgré des tours dans le vide, le courant n'augmente plus, il sature. Enfin, si on veut augmenter le débit du robinet, il faut augmenter la pression de l'eau (différence de potentiel grille-substrat).